# Seznam rektorjev Univerze v Beogradu
Seznam rektorjev Univerze v Beogradu.

## Seznam
- Sima Lozanić (1905/1906)
- Jovan Cvijić (1906/1907)
- Andra J. Stevanović (1907/1908)
- Sava Urošević (1908-1910)
- Bogdan Gavrilović (1910/1911)
- Bogdan Gavrilović (1912/1913)
- Slobodan Jovanović (1913/1914)
- Đorđe Stanojević (1914-1919)
- Jovan Cvijić (1919/1920)
- Slobodan Jovanović (1920/1921)
- Bogdan Gavrilović (1921/1922)
- Bogdan Gavrilović (1923/1924)
- Pavle Popović (1924-1927)
- Čedomilj Mitrović (1927-1930)
- Vladimir P. Mitrović (1930-1932)
- Vladimir K. Petković (1932/1933)
- Aleksandar Belić (1933/1934)
- Ivan Đaja (1934/1935)
- Vladimir Ćorović (1935-1936)
- Dragoslav B. Jovanović (1936-1939)
- Petar Micić (1939-1942)
- Nikola Popović (1942-1944)
- Stevan Jakovljević (1945-1950)
- Ilija Đuričić (1950-1952)
- Vukić Mićović (1952-1954)
- Ilija Đuričić (1954/1955)
- Borislav T. Blagojević (1955-1963)
- Božidar S. Đorđević (1963-1967)
- Dragiša Ivanović (1967-1971)
- Jovan Gligorijević (1971-1975)
- Dragoslav Janković (1975-1977)
- Miroslav Pečujlić (1977-1981)
- Vojislav M. Petrović (1981-1985)
- Zoran Pjanić (1985-1987)
- Slobodan Unković (1987-1991)
- Rajko Vračar (1991-1992/1993)
- Dragutin Veličković (1993-1997)
- Dragan Kuburović (1997/1998)
- Jagoš Purić (1998-2000)
- Marija Bogdanović (2000-2004)
- Dejan Popović (2004-2006)
- Branko Kovačević (2006-2012)
- Vladimir Bumbaširević (2012-danes)